# 순니 삼각지대

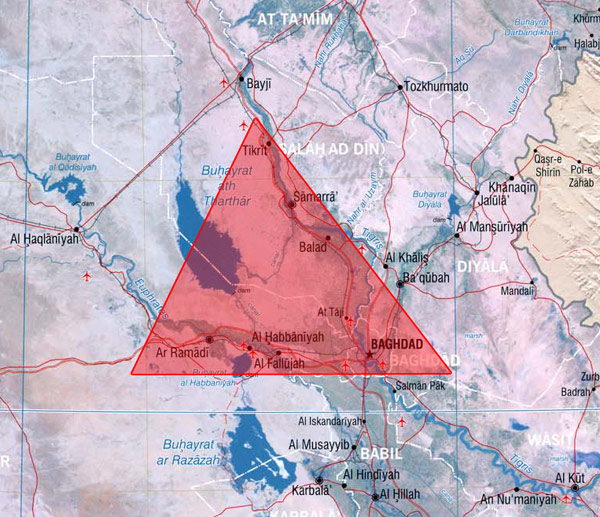
순니 삼각지대 지도

순니 삼각지대(Sunni Triangle)는 이라크 바그다드의 북서쪽에 순니파 무슬림 인구가 집중된 지역을 일컫는다.
대체로 삼각형의 모양을 취하는 이 지역은 바그다드(남쪽), 라마디(서쪽), 티크리트(북쪽)가 각 꼭짓점을 이루고, 동쪽편에 바쿠바가 있다. 각 면은 거리가 대략 125마일 정도 된다. 이 지역에는 사마라와 팔루자도 포함된다.
순니 삼각지대는 과거 이라크 사담 후세인 정권의 주요 지지 기반 지역이었다. 1970년대이래 여러 정부 노동자, 정치인, 군사 지도자가 이 지역 출신이었다. 사담 후세인 자신도 티크리크 외곽 출신이다.
2003년 미국의 이라크 침공으로 이 지역은 연합군에 대항하는 무장 순니파 반군의 중심지가 되었다. 서구 언론에서는 사담이 순니 동조자를 통해 은신처를 찾을 것이라는 예측이 널리 퍼져 있었는데, 2003년 12월 13일 과연 그는 티크리트에서 남쪽으로 15km 떨어진 아드 다우르 마을에서 생포되었다.
"순니 삼각지대"란 표현은 1970년대부터 학계의 이라크 전문가들이 이따금 쓰는 말이었는데, 보통 이 나라의 북부와 남부 지역과 구분하기 위해 썼다. 주류 언론에서 초기에 쓰인 예는 2002년 9월 14일 샌프란시스코 크로니클지에서 전 국제연합 무기 검시관 스콧 리터가 한 말이 게재된 일이다. "우리는 일부 쉬아파나 쿠르드인들에게서 공격 지원을 얻을 수 있을지도 모른다. 그러나 바그다드에 가려면 당신은 순니 삼각지대를 뚫어야 한다" 그러나 2003년 6월 10일 뉴욕 타임즈의 기사 "'순니 삼각지대'로 알려진 바그다드 북부와 서부 지역을 지배하는 순니 무슬림의 무장 저항 발흥을 막기 위한 미국의 새로운 노력"가 게재되면서 이 용어가 널리 쓰이게 되었다. 이때부터 이 말은 이 지역을 통제하려는 미국 주도 연합군의 노력에 대한 기사에서 널리 쓰이게 된다.
"순니 삼각지대"는 2004년 11월과 12월에 격전이 일어난 바그다드 남부의 순니파 밀집 지역인 소위 "죽음의 삼각지대"(Triangle of Death)와 다르다.

## 같이 보기
- 이라크전